# 亞卓市
亞卓市（EduCities）是台灣一個非營利網站，起初是中華民國教育部以教育為宗旨開設的網路虛擬城市，是個人或團體都可以共創共用教育資源的「開放網路教育平臺」。該網站已於2015年關閉結束。

## 歷史

### 由來
1998年，國立中央大學資訊工程學系「學習科技實驗室」(今網路學習科技研究所)主持人陳德懷開始著手規劃亞卓市。選擇「城市」作為隱喻，是因為人類歷經非常多年的生活後才演化出「城市」這一種極為複雜的社會結構，當中包括有各種不同的社會角色，所以假如學生能在此虛擬城市中更早扮演現實生活不能做到的成人角色，例如擔任老師教導一班的同學，如此學生將能更早體驗社會責任感。
2000年，陳德懷獲得教育部補助第一梯次「大學學術追求卓越發展計畫」之分項計畫「學習科技：主動社會學習及其應用，從台灣到全世界」，帶領全台灣三十多位教授、一百多位研究生進行研究。此卓越計畫主要成果之一，即建立全球第一個網路學習城市－「亞卓市」

### 服務時期
亞卓市開站於2000年1月5日，是全球第一個網路教育城市，有榮譽市長、榮譽市政顧問，也有警察局、建設局、新聞局、戶政事務所等單位分別執行各種行政業務，開站時邀請中央研究院院長李遠哲擔任第一任榮譽市長；站名取自「Edu」的諧音，同時具有「亞洲卓越城市」的意涵。李遠哲之後，中央研究院副院長曾志朗擔任亞卓市第二任榮譽市長。由於亞卓市的創立，使世界各地不少城市都爭相仿效，當中包括香港的資訊教育城。
2004年起，亞卓市由國立中央大學與中華電信HiNet共同經營。除了提供國中/國小師生專屬的學習社群服務平台，亞卓市每年定期主辦各類學習活動，透過中小學社群服務深耕資訊教育向下紮根。2006年開始，中華電信主導的網路擂台賽為亞卓市目前最負盛名的活動，透過此活動大力推動創意學習和縮短城鄉數位差距，累積參與的國中/國小學生超過百萬人次。
2009年4月，HiNet亞卓市新版上線。2012年，網路擂台賽轉型為中華電信校園活動「2012電信創新應用大賽－網路擂台」兩大擂台賽之一，賽事除原有的英語單字馬拉松、全能益智王、成語接龍外，更增加提升教學品質的「雲端創意教學」比賽。
2010年3月，被美國歐巴馬政府列為教育白皮書的參考要項，其中對亞卓市的描述，從發表的國家教育科技規劃(National Education Technology Plan, p.47)草案中提到：「連結起來的教學，可以很快跨越學校的圍牆，讓學生沈浸在一個學習社會當中，這件事情大家應該不會覺得奇怪。『學習社會』的觀念，不是一個未來願景：已有例子存在。在2000年，臺灣有一研究團隊發展一個把不同網站連結起來的網絡，名叫亞卓市。它打破學校的圍牆，讓學校參與一個更廣大的社群支援學生的學習，這項創新的領導者陳德懷描述，亞卓市是一個不同社群的階級組織，一共有150萬的學生與老師使用，超過1700所學校參與。」
2012年10月，根據中華電信提供的資料，到2012年，網站流量為520萬網頁瀏覽量/月、累積會員數為260萬人、一年內登入使用不重複人數為學生12萬人，教師3千人、班網使用數為3800個班級。至於創新數位學習活動，從2010年至2012年，有57.7 萬人次報名參賽，平均每年全國55%（約1,900所）國中小學校報名參加，2011年參加創新數位學習活動頒獎貴賓包含教育部長、國教司司長、大學校長等。
2014年11月1日，亞卓市宣布於2015年2月28日停止服務，並開放市民備份資料。

## 免費個人網頁
申請亞卓市帳號成功後，可再另外申請免費網頁10MB空間。目前優先提供給教職人員作教學網頁或教育相關性質網頁用。

## 電子郵件服務
原亞卓市信箱服務提供郵件信箱空間20MB，可用Webmail與POP3方式收發信。亞卓市信箱服務已於2011年7月25日正式終止（Webmail、POP3皆終止）。

## 社群(校網、班網)
臺灣這個線上「亞卓市」代表整個社群，包含學校網站，名叫「亞卓鎮」。一個「亞卓鎮」代表一個學校，「亞卓鎮」以下包含這個學校的班級網站，叫做「亞卓村」，一個「亞卓村」代表一個班，「亞卓村」底下包含不同的「亞卓市民」。亞卓市提供學生線上資源與活動。舉例而言，利用Web 2.0技術（當時還沒有出現Web 2.0這個名稱），「亞卓鎮」（即學校）能夠使用線上應用程式，叫做「服務項目」(service items)，由亞卓市提供。每個「亞卓鎮」也可以發展自己的「服務項目」，並與其他的「亞卓鎮」分享。此外，亞卓市系統支援教師合作發展學習材料與教案做為開放內容(open content)，還有，每位「亞卓市民」可以在亞卓市上面開設線上課程。
2009年4月，亞卓市將原亞卓鎮（校）、亞卓村（班）舊版網站改版為全新的校網、班網，提供國中/國小師生更多元的功能服務（含班級聯絡簿、日誌、相簿、影音等）。

## 理念及目標
第一任榮譽市長李遠哲分享了亞卓市的七項目標：
- 開創網路學習社會
- 協助學生發展關鍵能力
- 連接高互動教室，營造未來課堂學習新環境
- 推動主動終身學習
- 分享教育資源與心得
- 提供國內外學習科技研究、整合與推廣平台
- 帶動全球教育

## 社會貢獻
「亞卓市」開啟了對於數位學習的認識：2000年「亞卓市」正式啟用，那段時期，網路的各方面應用逐漸冒出，但對於教育的應用，還不甚了解，「亞卓市」打開網路對教育應用的視野。事實上，從文獻了解，亞卓市是2000年到2004年間全球最大的學習社群網站。亞卓市網路學習社群的創新網路學習方式，啓發了台灣和國外許多相關研究，而且對台灣民眾推廣網路學習這個觀念扮演了重要角色。

## 外部連結
- 亞卓市
- 2012電信創新應用大賽*